# Blond muß man sein auf Capri
Blond muß man sein auf Capri ist ein deutscher Spielfilm von Wolfgang Schleif aus dem Jahr 1961.

## Handlung
Maria Gebhard arbeitet als Chefsekretärin von Luise Niklas, Inhaberin des großen Sägewerks Niklas. Sie ist schon seit längerer Zeit mit dem Sohn der Chefin, Hannes, zusammen und beide planen einen gemeinsamen Urlaub in Schweden. Luise weiß von der Beziehung, die beide vor ihr geheim halten, ist jedoch nur bedingt angetan. Sie erhofft sich für ihren Sohn eine bessere Partie. Aufgrund einer geplanten Fusion des Sägewerks mit einer Möbelfabrik muss Hannes den Schwedenurlaub absagen. Weil Maria ihn zudem mit der Tochter des Möbelfabrikanten flirten sieht und Hannes kurz darauf überstürzt mit Fabrikant Wagner und Tochter Helga zu Verhandlungen abreist, schließt sich Maria enttäuscht zwei Kolleginnen an, die Urlaub auf Capri machen wollen.
Maria ist nicht nach Urlaub zumute und so plant sie, bereits beim ersten Zwischenstopp der Reise in Neapel zurück nach München zu fahren. In Neapel lernt sie den Jungen Marietto kennen, den sie aus einer misslichen Lage befreit. Marietto zeigt ihr Neapel und überredet sie schließlich, mit nach Capri zu kommen, wo er wohnt. Auf Capri werden die Reisenden bereits von einer Männergruppe erwartet. Die Italiener haben kurz zuvor per Würfel ausgelost, wer ein Vorrecht auf die schönste Blondine, Brünette und Rothaarige hat. Obwohl ihre beiden Kolleginnen sich vor der Reise extra die Haare blond gefärbt haben, entscheidet sich Giulio für Maria. Die hat kein Interesse an ihm und schüttet ihm einen Eimer Wasser über den Kopf, als er sie nicht in Ruhe lassen will. Sein Freund Roberto verspricht, ihn zu rächen. Maria weist auch ihn ein ums andere Mal zurück, doch findet sie bald Gefallen an ihm. Roberto wiederum sieht Maria mit der Zeit nicht mehr als leichten Urlaubsflirt an, sondern verliebt sich in sie. Als er dabei seine Rachepläne aus den Augen verliert, beginnen seine Freunde, ihn zu schneiden. Roberto aber schmiedet plötzlich Heiratspläne und will Maria seiner Familie vorstellen. Sie flieht überstürzt zurück nach München. Hier ist auch Hannes vorzeitig von seinem Arbeitstreffen mit der Familie Wagner zurückgekehrt. Er hatte sich zwar in Helga verliebt, dabei jedoch erkannt, dass Maria die richtige Frau für ihn ist. Nun macht er Maria einen Heiratsantrag und stellt sich damit auch gegen seine Mutter.
Maria ist zwar über die Verlobung froh, gesteht Hannes nach einiger Zeit aber, dass sie sich auf Capri in Roberto verliebt hatte. Hannes verzeiht ihr. Eines Tages steht Roberto vor Maria. Er ist als Gastarbeiter nach München gekommen und wird mindestens ein halbes Jahr bleiben. Maria ist verzweifelt und macht ihm deutlich, dass sie nicht mehr frei sei. Als sie ihm später Geld anbieten lässt, damit er nach Capri zurückkehrt, sucht Roberto sie wütend auf. Es ist der Tag von Marias Hochzeit. Außer sich vor Wut stürzt er sich auf Maria, die im Hochzeitskleid vor ihm steht, und sticht mehrfach auf sie ein. Einige Zeit später sieht man Maria in einem Krankenhaus. Ihr Zustand hat sich deutlich gebessert. Hannes kommt sie mit Rosen besuchen. Er beruhigt sie, weil sie sich Sorgen macht, dass Roberto verurteilt wird, obwohl alles ihre Schuld war. Hannes stellt fest, dass alles gut werden wird.

## Produktion
Blond muß man sein auf Capri wurde auf Capri, in Neapel, München sowie im Ufa-Atelier Tempelhof gedreht. Die Kostüme schuf Trude Ulrich, die Filmbauten stammen von Hanns H. Kuhnert. Der Film erlebte am 31. August 1961 im Nürnberger Luitpold-Theater seine Premiere.
Maurizio Arena singt im Film die Lieder Fra Mille und Le Bionde Mi Fanno Impazzire; im Film sind zudem die Lieder Capri-Fischer und Santa Lucia zu hören.

## Kritik
Für den film-dienst war Blond muß man sein auf Capri eine „Strandschnulze, die aus heutiger Sicht auf beinahe schon amüsante Weise mit der damals neuen Freizügigkeit der Mode kokettiert.“